# SOL航空 (アルゼンチン)
SOL航空は、アルゼンチンにかつて存在した航空会社である。Transatlántica Groupと政府間での合意に基づき、サンタフェ州とコルドバ間の交通の便を解消するために設立された。本社はロサリオに置かれていた。2016年1月、同社は破産を申請し、運行を停止した。

## 就航地

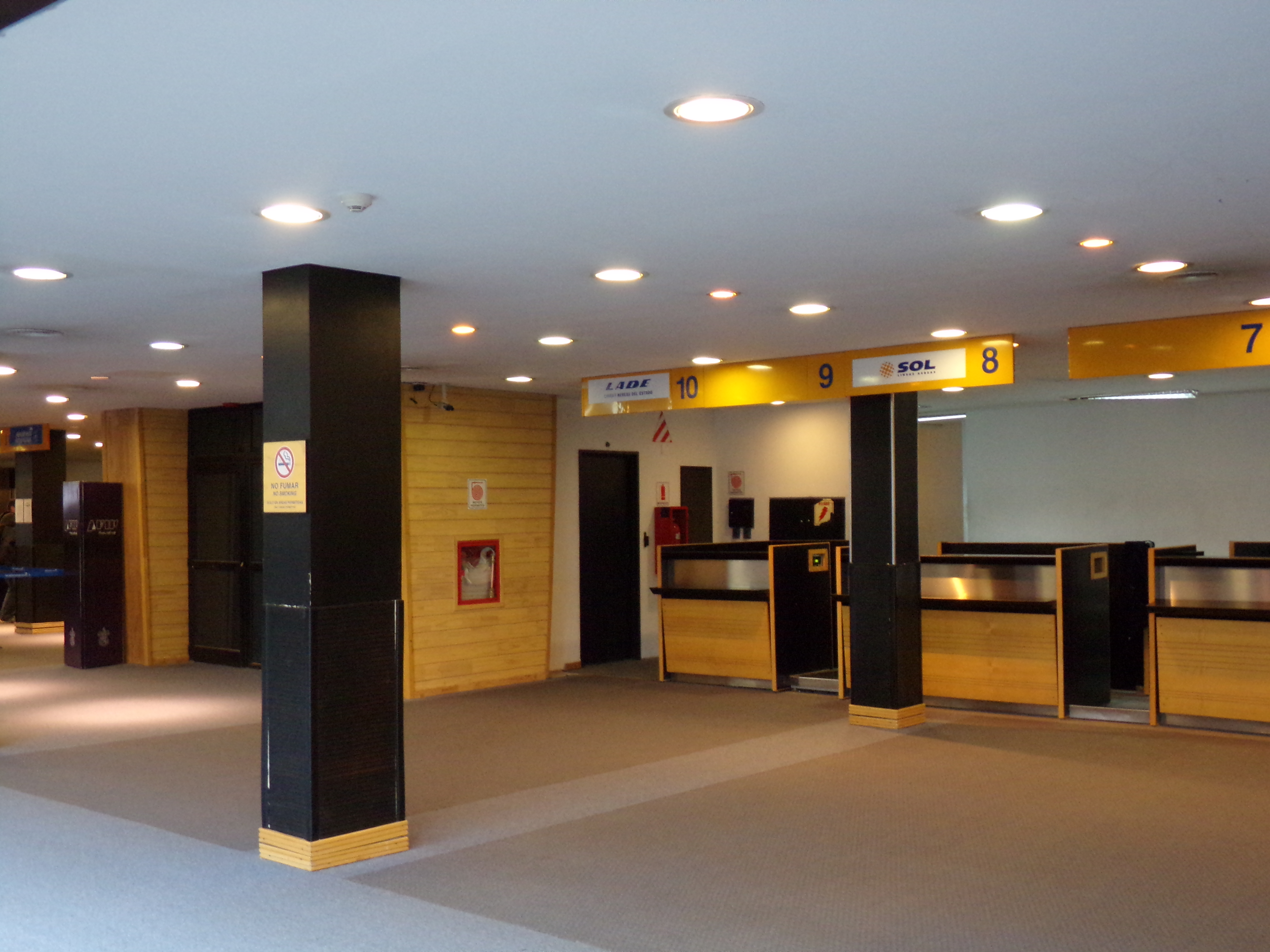
SOL航空のカウンター（ウシュアイア国際空港）

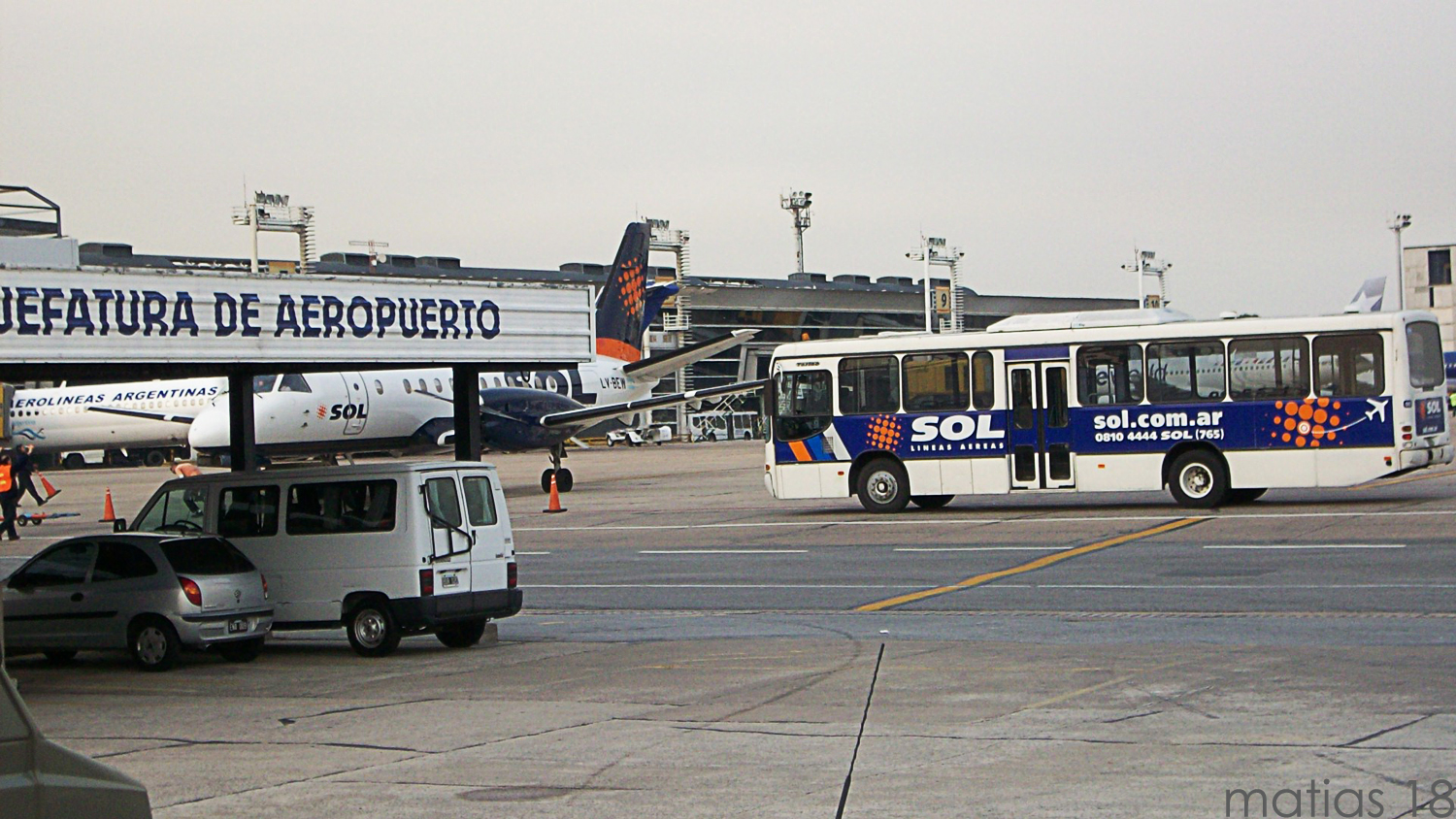
SOL航空の空港バス

SOL航空は破産した時点で、以下の都市に就航していた。
| 国           | 都市                         | 空港                                                   | Refs  |
| ------------ | ---------------------------- | ------------------------------------------------------ | ----- |
| アルゼンチン | バイアブランカ               | コマンダンテ・エスポラ空港                             | [ 7 ] |
| アルゼンチン | バリローチェ                 | サン・カルロス・デ・バリローチェ空港                   | [ 8 ] |
| アルゼンチン | ブエノスアイレス             | ホルヘ・ニューベリー空港                               | [ 7 ] |
| アルゼンチン | コモドーロ・リバダビア       | ゼネラル・エンリケ・モスコニ国際空港                   | [ 7 ] |
| アルゼンチン | コルドバ                     | インヘニエロ・アンブロシオ・タラベジャ国際空港         | [ 7 ] |
| アルゼンチン | エスケル                     | エスケル空港                                           | [ 8 ] |
| アルゼンチン | マル・デル・プラタ           | アスター・ピアソラ国際空港                             | [ 7 ] |
| アルゼンチン | メンドーサ                   | フランシスコ・ガブリエリ国際空港                       | [ 1 ] |
| アルゼンチン | メルロ                       | メルロ空港                                             | [ 7 ] |
| アルゼンチン | ネウケン                     | プレジデント・ペロン空港                               | [ 1 ] |
| アルゼンチン | リオ・ガジェゴス             | ピロート・シビル・ノルベルト・フェルナンデス空港       | [ 8 ] |
| アルゼンチン | リオ・グランデ               | ハーミーズ・キハダ国際空港                             | [ 8 ] |
| アルゼンチン | ロサリオ                     | ロサリオ-イスラス・マルビナス国際空港                  | [ 7 ] |
| アルゼンチン | サン・ルイス                 | ブリガディール・メイヤー・セザール・ラウル・オヘダ空港 | [ 1 ] |
| アルゼンチン | サンタフェ                   | サウセ・ビエホ空港                                     | [ 7 ] |
| アルゼンチン | トレレウ                     | アルミランテ・マルコス・A・サル空港                    | [ 7 ] |
| アルゼンチン | サン・ミゲル・デ・トゥクマン | テニエンテ・ゼネラル・ベンハミン・マティエンソ空港     | [ 1 ] |
| アルゼンチン | ウシュアイア                 | ウシュアイア国際空港                                   | [ 8 ] |
| アルゼンチン | ビージャ・ヘセル             | ビージャ・ヘセル空港                                   | [ 7 ] |
| アルゼンチン | ビジャ・メルセデス           | ビジャ・レイノルズ空港                                 | [ 7 ] |
| ウルグアイ   | モンテビデオ                 | カラスコ国際空港                                       | [ 1 ] |
| ウルグアイ   | プンタ・デル・エステ         | カピタン・デ・コルベタ・カルロス・A・クルベロ国際空港  | [ 7 ] |

## 保有機材
破産時に保有・発注していた機材は以下の通り。
| サーブ340A/B           | 4  | ー |  |  |

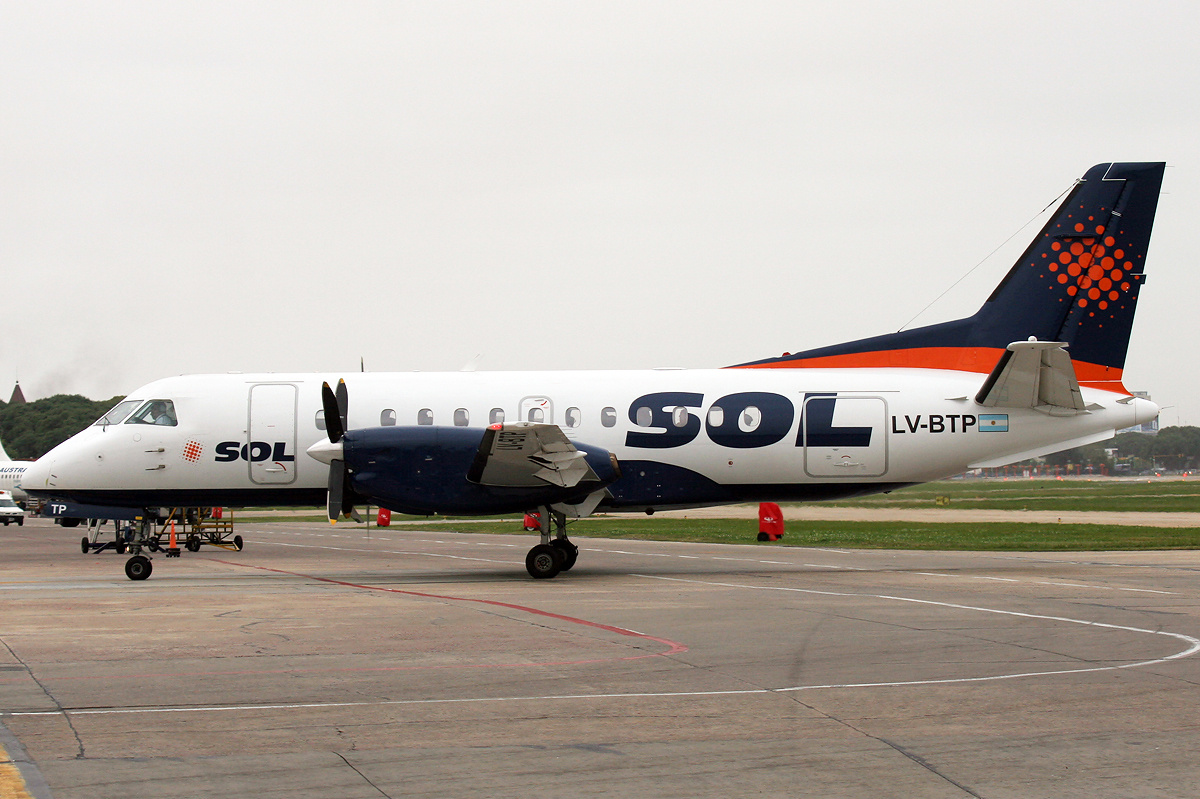
サーブ340A

| ボンバルディア CRJ-200 | ー | 5  |  |  |
| 合計                   | 4  | 5  |  |  |

ボンバルディア CRJ-200はエア・ノストラムからのリース機材で、2015年10月頃から使用されていた。

## 航空事故
- 2011年5月18日、ロサリオ・イスラス・マルビナス国際空港（英語版）からヘネラル・エンリケ・モスコニ国際空港（英語版）へ向かっていたSOL航空5428便がリオネグロ州のプラウアニイェウ（英語版）に墜落した。同機には乗員3人乗客19人が搭乗していたが全員死亡した[12][13][14][15][16][17][18]。最終報告書では着氷が事故原因であるとされた[19]。